# Snowboarden op de Olympische Jeugdwinterspelen 2020
Snowboarden op de Olympische Jeugdwinterspelen van 2020 vond plaats in Leysin en Villars, Zwitserland.

## Events

### Medailleoverzicht
| Rang   | Land             | Goud | Zilver | Brons | Totaal |
| ------ | ---------------- | ---- | ------ | ----- | ------ |
| 1      | Japan            | 4    | 3      | 0     | 7      |
| 2      | Zwitserland      | 2    | 0      | 4     | 6      |
| 3      | Australië        | 1    | 0      | 0     | 1      |
| 3      | België           | 1    | 0      | 0     | 1      |
| 3      | Verenigde Staten | 1    | 0      | 0     | 1      |
| 6      | Duitsland        | 0    | 0      | 1     | 3      |
| 7      | Canada           | 0    | 1      | 2     | 3      |
| 8      | Nederland        | 0    | 1      | 1     | 2      |
| 9      | Frankrijk        | 0    | 1      | 0     | 1      |
| 9      | Rusland          | 0    | 1      | 0     | 1      |
| 11     | Spanje           | 0    | 0      | 1     | 1      |
| Totaal | Totaal           | 9    | 9      | 9     | 27     |

### Jongens
| Onderdeel       | Goud             | Goud        | Zilver        | Zilver        | Brons         | Brons         |
| --------------- | ---------------- | ----------- | ------------- | ------------- | ------------- | ------------- |
| Big air         | Ryoma Kimata     | 195.00      | Aoto Kawakami | 191.75        | Liam Brearley | 183.25        |
| Half pipe       | Ruka Hirano      | 97.33       | Kaishu Hirano | 95.66         | Liam Brearley | 82.00         |
| Slopestyle      | Dusty Henricksen | 96.33       | Liam Brearley | 85.33         | Nick Punter   | 66.33         |
| Snowboard Cross | Valerio Jud      | Valerio Jud | Niels Conradt | Niels Conradt | Alvaro Romero | Alvaro Romero |

### Meisjes
| Onderdeel       | Goud           | Goud       | Zilver            | Zilver         | Brons             | Brons       |
| --------------- | -------------- | ---------- | ----------------- | -------------- | ----------------- | ----------- |
| Big air         | Hinari Asanuma | 172.50     | Annika Morgan     | 160.50         | Melissa Peperkamp | 150.00      |
| Half pipe       | Misuki Ono     | 95.33      | Manon Kaji        | 85.33          | Bernice Wicki     | 81.33       |
| Slopestyle      | Evy Poppe      | 94.00      | Melissa Peperkamp | 91.75          | Bianca Gisler     | 78.25       |
| Snowboard Cross | Josie Baff     | Josie Baff | Margaux Herpin    | Margaux Herpin | Anouk Dörig       | Anouk Dörig |

### Team
| Onderdeel                | Goud                                                             | Zilver                                                                     | Brons                                                                 |
| ------------------------ | ---------------------------------------------------------------- | -------------------------------------------------------------------------- | --------------------------------------------------------------------- |
| Team Ski-Snowboard Cross | Zwitserland Anouk Dörig Marie Krista Valerio Jud Robin Tissières | Rusland Anastasia Privalova Mariia Erofeeva Evgeniy Genin Andrei Gorbachev | Duitsland Lilith Kuhnert Nina Walderbach Niels Conradt Sebastian Veit |

Alpineskiën · Biatlon · Bobsleeën · 
Curling · Freestyleskiën · IJshockey · Kunstrijden · Langlaufen · Noordse combinatie · Rodelen · Schaatsen · Schansspringen · Shorttrack · Skeleton · Snowboarden · Toerskiën